# Montoussin
Montoussin is een gemeente in het Franse departement Haute-Garonne (regio Occitanie) en telt 119 inwoners (2009). De plaats maakt deel uit van het arrondissement Muret.

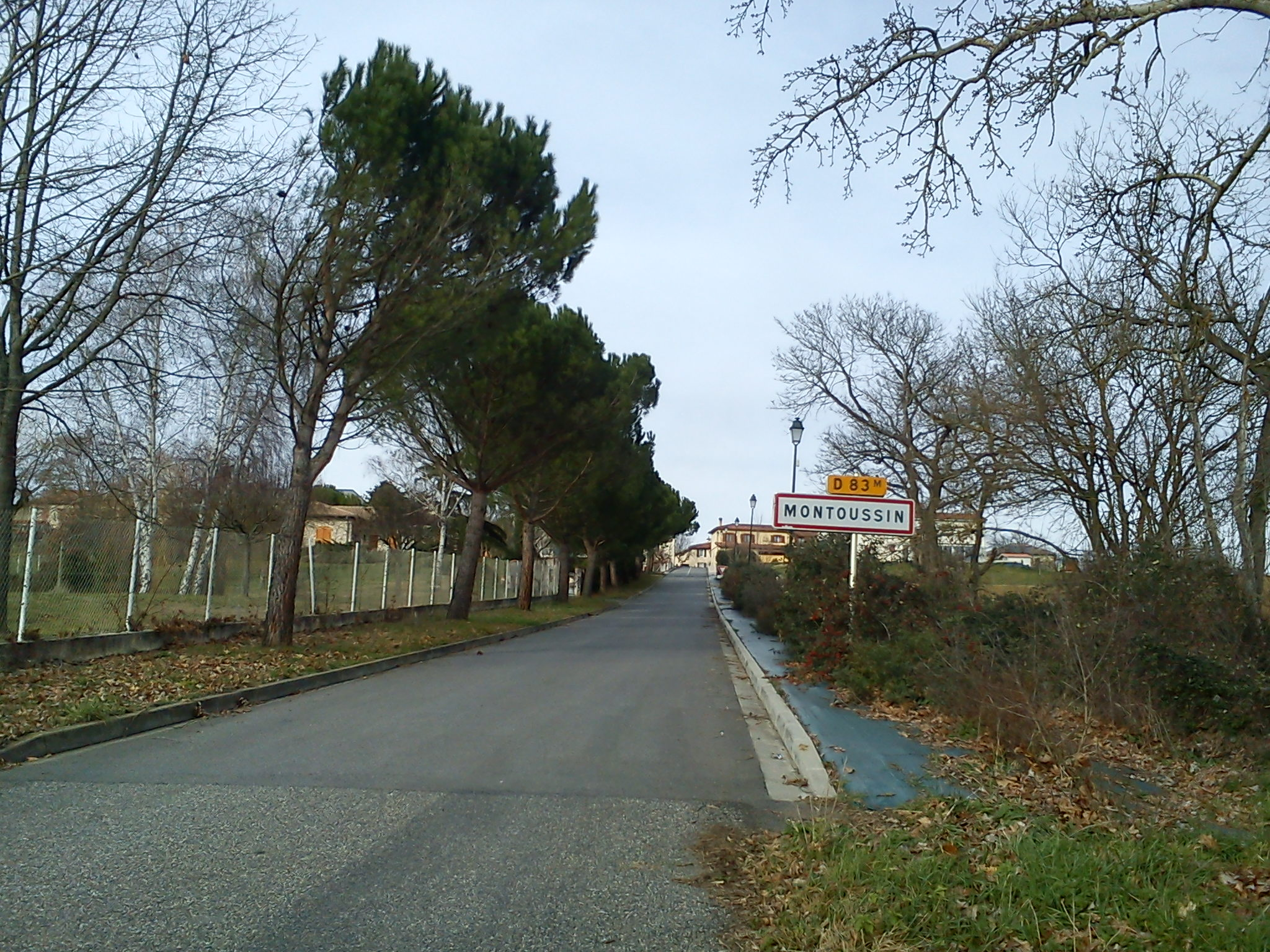
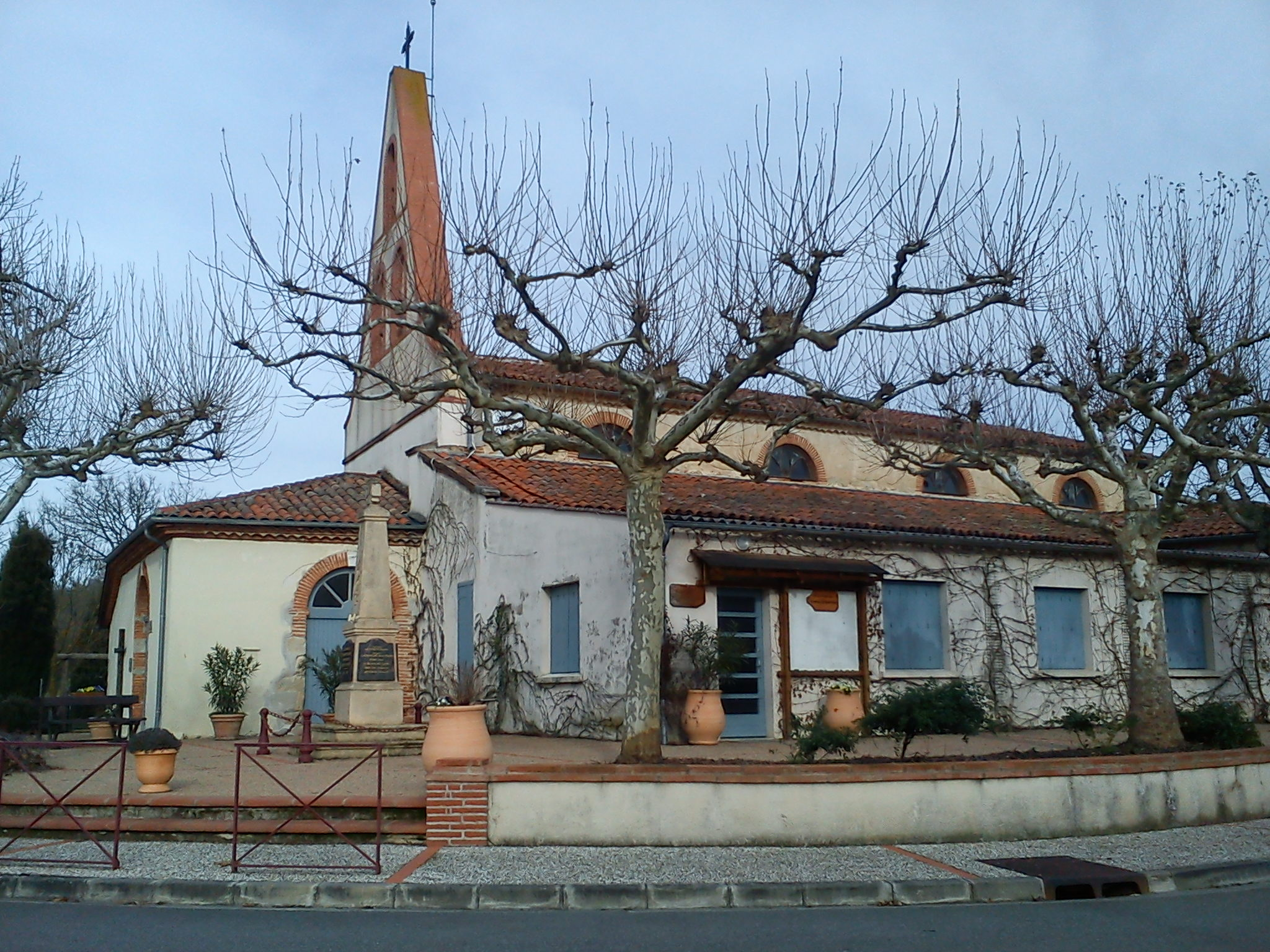

## Geografie
De oppervlakte van Montoussin bedraagt 4,9 km², de bevolkingsdichtheid is dus 24,3 inwoners per km².
De onderstaande kaart toont de ligging van Montoussin met de belangrijkste infrastructuur en aangrenzende gemeenten.

## Demografie
Onderstaande figuur toont het verloop van het inwonertal (bron: INSEE-tellingen).